# دو و میدانی در المپیک تابستانی ۲۰۱۲ – پرتاب دیسک مردان
رقابت‌های پرتاب دیسک مردان در بازی‌های المپیک تابستانی ۲۰۱۲ در لندن، بریتانیا، در ورزشگاه المپیک در ۶ و ۷ آگوست برگزار شده است.
| دو و میدانی در بازی‌های المپیک تابستانی ۲۰۱۲ | دو و میدانی در بازی‌های المپیک تابستانی ۲۰۱۲ | دو و میدانی در بازی‌های المپیک تابستانی ۲۰۱۲ | دو و میدانی در بازی‌های المپیک تابستانی ۲۰۱۲ | دو و میدانی در بازی‌های المپیک تابستانی ۲۰۱۲ |
| رویدادهای پیست                              | رویدادهای پیست                              | رویدادهای پیست                              | رویدادهای پیست                              | رویدادهای پیست                              |
| ------------------------------------------- | ------------------------------------------- | ------------------------------------------- | ------------------------------------------- | ------------------------------------------- |
| دو ۱۰۰ متر                                  |                                             | مردان                                       |                                             | زنان                                        |
| دو ۲۰۰ متر                                  |                                             | مردان                                       |                                             | زنان                                        |
| دو ۴۰۰ متر                                  |                                             | مردان                                       |                                             | زنان                                        |
| دو ۸۰۰ متر                                  |                                             | مردان                                       |                                             | زنان                                        |
| دو ۱۵۰۰ متر                                 |                                             | مردان                                       |                                             | زنان                                        |
| دو ۵۰۰۰ متر                                 |                                             | مردان                                       |                                             | زنان                                        |
| دو ۱۰۰۰ متر                                 |                                             | مردان                                       |                                             | زنان                                        |
| دو ۱۰۰ متر بامانع                           |                                             |                                             |                                             | زنان                                        |
| دو ۱۱۰ متر بامانع                           |                                             | مردان                                       |                                             |                                             |
| دو ۴۰۰ متر بامانع                           |                                             | زنان                                        |                                             | زنان                                        |
| 3000 m steeplechase                         |                                             | men                                         |                                             | women                                       |
| دو ۴ × ۱۰۰ متر امدادی                       |                                             | مردان                                       |                                             | زنان                                        |
| دو ۴ × ۴۰۰ متر امدادی                       |                                             | مردان                                       |                                             | زنان                                        |
| رویدادهای جاده                              |                                             |                                             |                                             |                                             |
| ماراتون                                     |                                             | مردان                                       |                                             | زنان                                        |
| ۲۰ کیلومتر پیاده‌روی                         |                                             | مردان                                       |                                             | زنان                                        |
| ۵۰ کیلومتر پیاده‌روی                         |                                             | مردان                                       |                                             |                                             |
| رویدادهای میدانی                            |                                             |                                             |                                             |                                             |
| پرش طول                                     |                                             | مردان                                       |                                             | زنان                                        |
| پرش سه‌گام                                   |                                             | مردان                                       |                                             | زنان                                        |
| پرش ارتفاع                                  |                                             | مردان                                       |                                             | زنان                                        |
| پرش با نیزه                                 |                                             | مردان                                       |                                             | زنان                                        |
| پرتاب وزنه                                  |                                             | مردان                                       |                                             | زنان                                        |
| پرتاب دیسک                                  |                                             | مردان                                       |                                             | زنان                                        |
| پرتاب نیزه                                  |                                             | مردان                                       |                                             | زنان                                        |
| پرتاب چکش                                   |                                             | مردان                                       |                                             | زنان                                        |
| رویدادهای ترکیبی                            |                                             |                                             |                                             |                                             |
| هفت‌گانه                                     |                                             |                                             |                                             | زنان                                        |
| ده‌گانه                                      |                                             | مردان                                       |                                             |                                             |

## زمان‌بندی
All times are ساعت تابستانی بریتانیا (یوتی‌سی ۱:۰۰+)
| تاریخ              | ساعت  | مرحله   |
| ------------------ | ----- | ------- |
| دوشنبه، ۶ اوت ۲۰۱۲ | ۱۰:۰۰ | مقدماتی |
| سه‌شنبه، ۷ اوت ۲۰۱۲ | ۱۹:۴۵ | فینال   |

## فینال
| رتبه | ورزشکار          | ملیت           | ۱     | ۲     | ۳     | ۴     | ۵     | ۶     | نتیجه | توضیحات |
| ---- | ---------------- | -------------- | ----- | ----- | ----- | ----- | ----- | ----- | ----- | ------- |
| 1    | روبرت هارتینگ    | آلمان          | ۶۷٫۷۹ | X     | ۶۷٫۲۷ | ۶۶٫۴۵ | ۶۸٫۲۷ | ۶۷٫۰۸ | ۶۸٫۲۷ |         |
| 2    | احسان حدادی      | ایران          | ۶۸٫۱۸ | ۶۴٫۰۹ | ۶۷٫۲۸ | ۶۶٫۹۸ | X     | X     | ۶۸٫۱۸ |         |
| 3    | گرد کانتر        | استونی         | ۶۵٫۰۷ | ۶۵٫۷۹ | ۶۶٫۰۲ | ۶۵٫۹۶ | ۶۸٫۰۳ | ۶۶٫۹۹ | ۶۸٫۰۳ | SB      |
| ۴    | ویرجیلیوس آلکنا  | لیتوانی        | ۶۷٫۳۸ | X     | X     | ۶۶٫۰۷ | X     | X     | ۶۷٫۳۸ |         |
| ۵    | پیوتر ماواچوفسکی | لهستان         | ۶۲٫۵۰ | ۶۶٫۹۲ | X     | ۶۷٫۱۹ | X     | X     | ۶۷٫۱۹ |         |
| ۶    | مارتین ویریگ     | آلمان          | ۶۳٫۳۴ | ۶۳٫۹۸ | X     | ۶۵٫۸۵ | ۶۴٫۷۹ | ۶۵٫۱۲ | ۶۵٫۸۵ |         |
| ۷    | فرانک کاساناس    | اسپانیا        | ۶۵٫۵۶ | X     | X     | ۶۴٫۹۲ | ۶۵٫۴۸ | ۶۳٫۱۶ | ۶۵٫۵۶ |         |
| ۸    | ویکاس گوودا      | هند            | ۶۴٫۷۹ | ۶۰٫۹۵ | ۶۳٫۰۳ | ۶۴٫۱۵ | ۶۴٫۴۸ | ۶۳٫۸۹ | ۶۴٫۷۹ |         |
| ۹    | بن هارادین       | استرالیا       | ۵۸٫۲۴ | ۶۳٫۱۶ | ۶۳٫۵۹ |       |       |       | ۶۳٫۵۹ |         |
| ۱۰   | اریک کاده        | هلند           | ۶۲٫۴۰ | ۶۲٫۷۷ | ۶۲٫۷۸ |       |       |       | ۶۲٫۷۸ |         |
| ۱۱   | جورج فرناندز     | کوبا           | X     | ۶۰٫۰۴ | ۶۲٫۰۲ |       |       |       | ۶۲٫۰۲ |         |
| ۱۲   | لاورنس اوکویه    | بریتانیای کبیر | ۶۱٫۰۳ | X     | ۶۰٫۱۱ |       |       |       | ۶۱٫۰۳ |         |